# Symmetroctena exprimataria
Symmetroctena exprimataria là một loài bướm đêm trong họ Geometridae.